# Centrale thermique de Homer City
La centrale thermique de Homer City est une centrale thermique dans l'État de la Pennsylvanie aux États-Unis.